# Подсыновка
Подсы́новка (укр. Підсинівка) — село в Сереховичевской сельской общине Ковельского района Волынской области Украины.
До 2020 года входило в Старовыжевский район.
Код КОАТУУ — 0725085403. Население по переписи 2001 года составляет 170 человек. Почтовый индекс — 44431. Телефонный код — 3346. Занимает площадь 1,139 км².